# Dżadja
Dżadja (arab. جديا) – wieś w Syrii, w muhafazie As-Suwajda. W 2004 roku liczyła 150 mieszkańców.